# クルンフェ語
クルンフェ語（クルンフェご、英: Kurumfe、より原音を反映した表記はKoromfe, Koromfé）とは、グル語派に属する言語である。主にブルキナファソの北部で話されていて、マリ共和国にも話者が存在する。

## 別名一覧
- Akurumfe[2]、Fulse[2][4]、クルンバ語（Kouroumba, Kurumba）[2][4]といった別名が存在する。

## 音韻論

### 母音
- [u], [ʊ], [o]の三種の音声は区別される[1]。

## 形態論
接尾辞を比較的多く用い、名詞においてはバントゥー諸語のクラスに似た働きをする。

## 統語論

### 語順
平常文はSVO型である。

## 関連資料
- Prost, A (n. d.), L’ akurumfe ou langue des kouroumba.
- Rennison, John R. (1986), Dictionnaire koromfe (Dialecte de Mengao). Hamburg: Helmut Buske Verlag Hamburg.
- Schweeger-Hefel, A. and H. G. Mukarovsky (1961), "Notes préliminaires sur la langue des Kurumba (Haute-Volta)", Archiv für Völkerkunde 16 (Wien)